# تشبيك البيانات
تشبيك البيانات: في أبسط أشكالها أو مفهومها تتكون شبكة الحاسوب من جهازين متصلين ببعضهما بواسطة سلك، ويقومان بتبادل البيانات.
الشبكات في هذه الأيام تسمح لك بتبادل البيانات وموارد الحاسوب (بالإنجليزية: computer resources)‏ (معلومات، برامج، أجهزة محيطية (بالإنجليزية: peripheral devices)‏ مثل الطابعة مثلا) وتسمح للمستخدمين بالتواصل مع يعض بشكل فوري. بداية دعنا نتخيل وضع الحاسوب مع عدم وجود شبكات، في هذه الحالة كيف سنتبادل البيانات، سنحتاج إلى مئات الأقراص اللينة لنقل المعلومات من جهاز إلى آخر مما يسبب هدرا كبيرا للوقت والجهد، ومثال آخر إذا كان لدينا طابعة واحدة وعدة أجهزة كمبيوتر في هذه الحالة إذا أردنا الطباعة فإما سنقوم بالوقوف في طابور انتظار على الجهاز الموصل بالطابعة، أو سنقوم بنقل الطابعة إلى كل مستخدم ليوصلها إلى جهازه ليطبع ما يريد وفي كلا الأمرين عناء كبير، ومن هنا نرى أن تقنية التشبيك قد تطورت لسد الحاجة المتنامية لتبادل المعلومات والموارد بشكل فعال.
و هكذا انبثق نوعان من الحوسبة الإلكترونية :
- الحوسبة المركزية (بالإنجليزية: Centralized Computing)‏.
- الحوسبة الموزعة (بالإنجليزية: Distributed Computing)‏.

## الحوسبةالمركزية
في الخمسينيات من القرن السابق كانت أجهزة الحاسوب بحجم الغرفة وكانت مزودة بمعالج واحد، ومقدار ضئيل من الذاكرة، وجهاز تخزين للمعلومات كان عبارة عن شريط تسجيل، وجهاز للخرج كان عبارة عن بطاقات مثقبة وجهاز لإدخال البيانات على شكل بطاقات مثقبة أيضا. هذا النوع من الحوسبة ما زال موجودا في بعض الدول ولكن بنطاق محدود جدا. هذا النوع من الأجهزة الضخمة المركزية تسمى Mainframe، أما الأجهزة المتصلة به والتي تقوم بإدخال البيانات فقط فتسمى Dumb terminals أو محطة طرفية خرقاء أو صامتة، وكانت تتكون من لوحة مفاتيح وشاشة عرض ولم تكن قادرة على معالجة البيانات.
يستطيع الحاسوب المركزي أو Mainframe أن يلبي طلبات عدة أجهزة terminals متصلة به، وبهذا يشكل الحاسوب المركزي المتصل بالمحطات الطرفية والمتصل بغيره من الحاسوبات المركزية، شبكة حواسيب أولية في بيئة المعالجة المركزية.

## الحوسبةالموزعة
مع تطور صناعة الحاسوب، بدأت تظهر حواسيب شخصية أصغر حجما مما سمح للمستخدمين بتحكم أكبر بأجهزتهم، وأدت قوة الحواسيب الشخصية هذه إلى ظهور بنية جديدة للمحاسبة تسمى المحاسبة الموزعة (بالإنجليزية: Distributed Computing)‏ أو المعالجة الموزعة (بالإنجليزية: Distributed Processing)‏.
بدلا من تركيز كل عمليات المعالجة في كمبيوتر واحد مركزي، فإن المحاسبة الموزعة تستخدم عدة أجهزة صغيرة لتقوم بالمشاركة في المعالجة وتقاسم المهام. وهكذا تقوم المعالجة المركزية بالاستفادة القصوى من قوة كل جهاز على الشبكة.

## البروتوكول
في الشبكات الحديثة من المهم استخدام لغة مشتركة أو بروتوكول Protocol متوافق عليه لكي تستطيع الأجهزة المختلفة الاتصال مع بعضها البعض وفهم كل منها الآخر.
البروتوكول هو مجموعة من المعايير أو المقاييس المستخدمة لتبادل المعلومات بين جهازي كمبيوتر.
و مع تطور الشبكات أصبح مفهوم الشبكة أوسع بكثير من مجرد ربط الأجهزة مع بعض، ولنلق نظرة على المعالم الشائعة للشبكات الحالية :
- لكي تشكل الحواسيب شبكة، تحتاج إلى وسط ناقل للبيانات وفي هذه الحالة يكون إما أسلاك أو وسط لاسلكي.
- كما تحتاج هذه الحواسيب إلى موائم أو أداة ربط Adapter، لتقوم بوصل هذه الأجهزة بالأسلاك المكونة للشبكة وتسمى هذه الموائمات Network Interface Card أو بطاقة واجهة الشبكة.

## مكونات الشبكات
- المزودات والزبائن

الحواسيب التي تقدم البيانات أو الموارد في الشبكات الحالية يطلق عليها اسم Servers أو مزودات، بينما يطلق على الحواسيب التي تستفيد من هذه البيانات أو الموارد، اسم Clients أو زبائن. في الشبكة من الممكن لجهاز واحد أن يلعب في نفس الوقت دور المزود والزبون، فمثلا يستطيع جهاز ما على الشبكة أن يكون مزودا للطباعة وفي نفس الوقت يكون زبون للحصول على بيانات من مزود آخر.
- نظام التشغيل

تحتاج الشبكة إلى برنامج شبكات مثبت على الأجهزة المتصلة بالشبكة سواء كانت مزودات أو زبائن، وهذا البرنامج إما يكون نظام تشغيل شبكات (بالإنجليزية: Network Operating System NOS)‏، أو يكون نظام تشغيل يتضمن برنامج لإدارة الشبكات مثل الويندوز NT أو 2000.يقوم هذا البرنامج بالتحكم بمكونات الشبكة وصيانة الآتصال بين الزبون والمزود.
- شبكة النطاق المحلي

في بداية ظهور الشبكات كانت تتكون من عدد قليل من الأجهزة ربما لا يتجاوز العشرة متصلة مع بعض، ومتصل معها جهاز طباعة، هذا النوع من التشبيك أصبح يعرف ب Local Area Network (LAN) أو شبكة النطاق المحلي، وبالرغم من أن التقنية الحالية تسمح للشبكات المحلية بالتكيف والتعامل مع عدد أكبر بكثير من المستخدمين إلا أنها ما زالت تعمل ضمن مساحة محدودة، فشبكات LAN في العادة تكون محتواة داخل مكتب، أو مجموعة من المكاتب داخل بناية واحدة، وتقدم هذه الشبكات في وقتنا الحالي سرعة كبيرة لتبادل البيانات والموارد مما يشعر المستخدم الذي يستفيد من موارد الشبكة أن هذه الموارد موجودة على جهازه الشخصي.
شبكات LAN تستخدم عادة نوع واحد من وسائط الاتصال وأحيانا أكثر من نوع، وهذه الوسائط تكون إحدى ما يلي: * أسلاك مزدوجة ملتفة Twisted pair cable وتكون هذه الأسلاك إما مغطاة أو غير مغطاة بطبقة واقية (Shielded or Unshielded).
- السلك المحوري (بالإنجليزية: Coaxial cable)‏.
- أسلاك الألياف البصرية (بالإنجليزية: Fiber Optic Cable)‏.
- وسط اتصال لاسلكي (بالإنجليزية: Wireless transmission media)‏.
- شبكات نطاق المدن

كان هذا بخصوص الشبكات المحلية، ولنتناول الآن شبكات نطاق المدن (بالإنجليزية: Metropolitan Area Networks MAN)‏، والتي تعتبر نوع آخر في تصنيف الشبكات، وهي تقوم على تقنية شبكات شبكة محلية، ولكن تعمل بسرعات فائقة وتستخدم في العادة ألياف ضوئية كوسط اتصال، وهي عادة تغطي مساحة واسعة تتراوح بين 20 إلى 100 كيلومتر.
- شبكات النطاق الواسع

في بداية ظهور الشبكات لم تتمكن شبكات LAN من دعم احتياجات الشبكة للشركات الكبيرة التي تتوزع مكاتبها على مساحات شاسعة ربما على مستوى عدة دول، لهذا كان لابد من تطوير نوع جديد من الشبكات يقوم بربط الشبكات المحلية في أنحاء مختلفة من دولة ما أو أن يقوم بربط الشبكات المحلية في دول مختلفة، وأطلق على هذا النوع من الشبكات اسم شبكات النطاق الواسع (بالإنجليزية: Wide Area Networks WAN)‏، وباستخدام هذه التقنية تزايد عدد المستخدمين لشبكة الحاسوب في الشركات الكبيرة إلى آلاف الأشخاص.
تنقسم شبكات WAN إلى فئتين :
- Enterprise Network.
- Global Network.

النوع الأول يقوم بالربط بين الشبكات المحلية أو الفروع التابعة لشركة أو مؤسسة واحدة على مستوى دولة واحدة أو عدة دول، بينما يعمل النوع الثاني على ربط الشبكات المحلية التابعة لعدة مؤسسات مختلفة.
مع تطور الشبكات، تم تطوير وتحسين البرامج لكي تتعامل مع عدة مستخدمين على الشبكة وهذه البرامج تتضمن :
- البريد الإلكتروني (بالإنجليزية: Email)‏.
- برامج الجدولة (بالإنجليزية: Scheduling programs)‏.
- برامج العمل الجماعي (بالإنجليزية: Groupware)‏.

البريد الإلكتروني يوفر اتصال سريع ويسمح للمستخدمين بتبادل الرسائل التي من الممكن أن تحتوي على نصوص، صور، ملفات مرفقة بما فيها ملفات الصوت أو الفيديو.
يستخدم البريد الإلكتروني البروتوكولات التالية :
- CCITT X.400
- Simple Mail Transfer Protocol (SMTP)
- Message Handling Service (MHS)

برامج الجدولة هي نسخة إلكترونية من الجداول الورقية التي تستخدم للتخطيط اليومي والشهري والسنوي للمواعيد وهي تستخدم لتحديد المواعيد وتنبيه المستخدم عند حلول أو اقتراب موعد ما، وعلى مستوى الشبكة يستطيع مستخدمي الشبكة الإطلاع على مواعيد غيرهم لتحديد موعد للالتقاء أو مباحثة أمر معين بحيث يكون من الممكن تحديد موعد مناسب للجميع وهكذا.
برامج العمل الجماعي تستخدم تقنية الشبكة في الاتصال لتقدم إدارة مشتركة للوثائق من قبل مجموعة من المستخدمين في أماكن مختلفة في الوقت الحقيقي مما يسمح بالتعديل على مستند ما من قبل أكثر من مستخدم في نفس الوقت، كما أن المستخدمين يستطيعوا المشاركة في تشغيل التطبيقات والبرامج المختلفة على أجهزة مختلفة.

## شبكات الند للند Peer-to-Peer Networks
- الخصائص الأساسية لهذا النوع
- مميزات وعيوب شبكات الند للند.
- نعرض أهم أنظمة تشغيل ميكروسوفت المتوافقة مع هذا النوع من الشبكات.

يمكن تقسيم شبكات الحاسوب الحديثة إلى قسمين رئيسيين :
- شبكات الند للند أو Peer-to-Peer Networks.
- شبكات المزود / الزبون أو Server Client Networks.

نبدأ الحديث عن شبكات الند للند :
المقصود بشبكات الند للند أن الحاسوبات في الشبكة يستطيع كل منها تأدية وظائف الزبون والمزود في نفس الوقت، وبالتالي فإن كل جهاز على الشبكة يستطيع تزويد غيره بالمعلومات وفي نفس الوقت يطلب المعلومات من غيره من الأجهزة المتصلة بالشبكة.
إذا تعريف شبكات الند للند : هي شبكة كمبيوتر محلية LAN مكونة من مجموعة من الأجهزة لها حقوق متساوية ولا تحتوي على مزود Server مخصص بل كل جهاز في الشبكة ممكن أن يكون مزودا أو زبونا.
وهذا النوع من الشبكات يطلق عليه أيضا اسم مجموعة عمل أو Workgroup.
يمكن فهم مجموعة العمل بأنها مجموعة من الأجهزة التي تتعاون فيما بينها لإنجاز عمل معين.
وهي عادة تتكون من عدد قليل من الأجهزة لا يتجاوز العشرة.يستطيع أعضاء مجموعة العمل رؤية البيانات والموارد المخزنة على أي من الأجهزة المتصلة بالشبكة والاستفادة منها
تعتبر شبكات الند للند مناسبة لإحتياجات الشبكات الصغيرة والتي ينجز أفرادها مهام متشابهة، ونشاهد هذا النوع من الشبكات في مكاتب التدريب على استخدام الحاسوب مثلا.
يعتبر هذا النوع من الشبكات مناسبا في الحالات التالية فقط:
- أن يكون عدد الأجهزة في الشبكة لا يتجاوز العشرة.
- أن يكون المستخدمون المفترضون لهذه الشبكة متواجدون في نفس المكان العام الذي توجد فيه هذه الشبكة.
- أن لا يكون أمن الشبكة من الأمور ذات الأهمية البالغة لديك.
- أن لا يكون في نية المؤسسة التي تريد إنشاء هذه الشبكة خطط لتنمية الشبكة وتطويرها في المستقبل القريب.

لهذا قبل التفكير في اختيار نوع محدد من الشبكات يجب الأخذ بعين الاعتبار الأمور التالية :
- حجم المؤسسة وعدد المستخدمين المفترضين للشبكة.
- مستوى الأمن الذي تريد توفيره للشبكة.
- طبيعة عمل المؤسسة.
- مستوى الدعم الإداري الذي ترغب في الحصول عليه.
- الاحتياجات المفترضة لمستخدمي الشبكة.
- الميزانية المخصصة للشبكة.

لنلق نظرة على مميزات شبكات الند للند :
- من المميزات الرئيسة لشبكات الند للند هو أن تكلفتها محدودة.
- هذه الشبكات لا تحتاج إلى برامج إضافية على نظام التشغيل.
- لا تحتاج إلى أجهزة قوية، لأن مهام إدارة موارد الشبكة موزعة على أجهزة الشبكة وليست موكلة إلى جهاز مزود بعينه.
- تثبيت الشبكة وإعدادها في غاية السهولة، فكل ما تحتاجه هو نظام تشبيك بسيط من أسلاك موصلة إلى بطاقات الشبكة في كل جهاز كبيوتر من أجهزة الشبكة.

أما العيب الرئيسي لهذا النوع من الشبكات هو أنها غير مناسبة للشبكات الكبير ة وذلك لأنه مع نمو الشبكة وزيادة عدد المستخدمين تظهر المشاكل التالية :
- تصبح الإدارة اللامركزية للشبكة سببا في هدر الوقت والجهد وتفقد كفاءتها.
- يصبح الحفاظ على أمن الشبكة أمرا في غاية الصعوبة.
- مع زيادة عدد الأجهزة يصبح إيجاد البيانات والاستفادة من موارد الشبكة أمرا مزعجا لكل مستخدمي الشبكة.

كما ذكرنا سابقا فإن إدارة الشبكة على نوعين :مركزية وموزعة.
في حالة الإدارة المركزية، فإن الشبكة تكون مدارة بواسطة نظام تشغيل شبكات مركزي.
نظام تشغيل الشبكات : هو البرنامج الذي يدير ويتحكم بنشاطات الأجهزة والمستخدمين على الشبكة.
أما في حالة الإدارة الموزعة، فإن كل مستخدم مسئول عن إدارة جهازه وتحديد البيانات والموارد التي يريد مشاركتها مع الآخرين وتحديد فيما إذا كانت هذه الموارد متاحة للقراءة فقط أم للقراءة والكتابة معا، والبرنامج الذي يسمح لهم بذلك هو نظام التشغيل المحلي الموجود على أجهزتهم.
وكما هو واضح فإن شبكات الند للند تنتمي لشبكات الإدارة الموزعة.
بالنسبة لأنظمة التشغيل التي أصدرتها مايكروسوفت وتدعم شبكات الند للند فهي :
- Windows for Workgroup 3.11
- Windows 95
- Windows 98
- Windows Me
- Windows NT 4.0 Workstation
- Windows NT 4.0 Server
- Windows 2000 Professional
- Windows 2000 Server

و تعتبر أنظمة NT وويندوز 2000 أفضل من باقي الأنظمة نظرا للأدوات التي تقدمها لإدارة الشبكة والمستوى العالي من الأمان الذي توفره للشبكة.و سنتطرق إلى مميزاتها في مجال الشبكات في وقت لاحق من هذه السلسلة إن شاء الله ولكن من الممكن لفت النظر أن الويندوز NT 4.0 وما جاء بعده يتمتع بالمميزات التالية فيما يتعلق بشبكات الند للند :
- يسمح لكل مستخدم بالاستفادة من موارد عدد غير محدود من الأجهزة المرتبطة بالشبكة.
- يسمح لعدد لا يزيد عن عشرة مستخدمين للاستفادة من موارد جهاز معين في الوقت نفسه.
- يسمح لمستخدم واحد بالتحكم عن بعد (Remote Access Service (RAS)) بجهاز مستخدم آخر.
- يوفر مميزات للحماية والأمن غير متوفرة في أنظمة Win 9x.

### ملخص الموضوع
شبكات الند للند هي شبكات كمبيوتر محلية، جميع الأجهزة فيها تستطيع لعب دور المزود أو الزبون في نفس الوقت ولها حقوق متساوية.
أهم ميزة لهذه الشبكات هو تكلفتها المحدودة وسهولة تركيبها.
أهم عيوبها هو أنها لا تستطيع التكيف مع عدد كبير من الأجهزة والمستخدمين.
أنظمة التشغيل المتوافقة مع شبكات الند للند هي win 3.11, Win 9x ,Win Me, Win NT 4.0 (workstation and Server), Win 2000(Professional and Server).

## شبكات الزبون / المزود أو Client / Server Networks
في هذه الحلقة نتناول البنود التالية :
- مميزات شبكات الزبون / المزود.
- وصف لمختلف أنواع المزودات المخصصة.
- وصف لأنظمة التشغيل المستخدمة في شبكات الزبون / المزود.
- وصف للشبكات المختلطة.
- وصف للاختلافات بين المتطلبات التقنية لشبكة الند للند وشبكة الزبون / المزود.

بداية فلنحاول التعرف بقرب على المزود.
المزود قد يكون جهاز كمبيوتر شخصي يحتوي على مساحة تخزين كبيرة ومعالج قوي وذاكرة وفيرة، كما أنه من الممكن أن يكون جهاز مصنوع خصيصا ليكون مزود شبكات وتكون له مواصفات خاصة.
شبكات الزبون / المزود والتي تسمى أيضا شبكة قائمة على مزود أو Sever Based Network، هذه الشبكات تكون قائمة على مزود مخصص ويكون عمله فقط كمزود ولا يعمل كزبون كما هو الحال في شبكات الند للند، وعندما يصبح عدد الأجهزة في شبكات الزبون / المزود كبيرا يكون من الممكن إضافة مزود آخر، أي أن شبكات الزبون /المزود قد تحتوي على أكثر من مزود واحد عند الضرورة ولكن هذه المزودات لا تعمل أبدا كزبائن، وفي هذه الحالة تتوزع المهام على المزودات المتوفرة مما يزيد من كفاءة الشبكة.
لنلق الآن نظرة على مميزات شبكات الزبون / المزود والتي تتفوق فيها على شبكة الند للند :
- النسخ الاحتياطي للبيانات وفقا لجدول زمني محدد.
- حماية البيانات من الفقد أو التلف.
- تدعم آلاف المستخدمين.
- تزيل الحاجة لجعل أجهزة الزبائن قوية وبالتالي من الممكن أن تكون أجهزة رخيصة بمواصفات متواضعة.
- في هذا النوع من الشبكات تكون موارد الشبكة متمركزة في جهاز واحد هو المزود مما يجعل الوصول إلى المعلومة أو المورد المطلوب أسهل بكثير مما لو كان موزعا على أجهزة مختلفة، كما يسهل إدارة البيانات والتحكم فيها بشكل أفضل.
- يعتبر أمن الشبكة Security من أهم الأسباب لاستخدام شبكات الزبون / المزود، نظرا للدرجة العالية من الحماية التي يوفرها المزود من خلال السماح لشخص واحد (أو أكثر عند الحاجة) هو مدير الشبكة Administrator بالتحكم في إدارة موارد الشبكة وإصدار أذونات للمستخدمين للاستفادة من الموارد التي يحتاجونها فقط ويسمح لهم بالقراءة دون الكتابة إن كان هذا الأمر ليس من تخصصهم.

هناك عدة أنواع للمزودات من حيث عملها بشكل عام بغض النظر عن نظام التشغيل المستخدم :
- مزودات ملفات File Servers.
- مزودات الطباعة Print Servers.
- مزودات تطبيقات أو برامج Application Servers.
- مزودات اتصالات Communication Servers.
- مزودات قواعد بيانات Database Servers.

في بيئة عمل مثل ويندوز NT سيرفر أو ويندوز2000 سيرفر نجد أن هذين النظامين يدعمين المزودات التالية:
- مزود بريد Mail Server والذي يدير المراسلة الإلكترونية بين مستخدمي الشبكة.
- مزود فاكس Fax Server والذي يقوم بإدارة حركة مرور رسائل الفاكس من وإلى الشبكة.
- مزود اتصالات Communication Server وأحد أنواعه هو مزود خدمات الدليل أو Directory Services Server والذي يسمح للمستخدمين المنظمين داخل مجموعة منطقية تسمى المجال أو Domain (وفقا للمصطلحات المستخدمة في بيئة الويندوز) بإيجاد المعلومات المطلوبة وتخزينها والمحافظة على أمنها على الشبكة، وهناك نوع آخر من مزودات الاتصال يقوم بالتحكم بتدفق البيانات ورسائل البريد الإلكتروني بين الشبكة التي ينتمي إليها المزود وغيرها من الشبكات أو إلى مستخدمي التحكم عن بعد.
- مزود إنترنت / انترانت Internet Intranet.
- مزود ملفات وطباعة File and Print Server ويتحكم بوصول المستخدمين إلى الملفات المطلوبة وتحميلها على أجهزتهم والاستفادة من موارد الطباعة.
- مزود تطبيقات أو برامج Application Servers والذي يسمح للمستخدمين أو الزبائن بتشغيل البرامج الموجودة على المزود انطلاقا من أجهزتهم ولكن دون الحاجة إلى تخزينها أو تحميلها على أجهزتهم تلك، ولكنهم يستطيعون تخزين فقط نتائج عملهم على تلك البرامج.

يعمل مزود الشبكة ونظام التشغيل كوحدة واحدة، فمهما كان المزود قويا ومتطورا فإنه إن لم يتوفر نظام تشغيل قادر على الاستفادة من قدرات هذا المزود، فإنه سيكون عديم الفائدة.حتى وقت ليس بالبعيد كان برنامج نظام تشغيل الشبكات يضاف إلى نظام تشغيل الجهاز المثبت مسبقا عليه ومثال عليه البرنامج Microsoft LAN Manager والذي كان يسمح للأجهزة الشخصية بالعمل في شبكة محلية، وكان موجها لأنظمة التشغيل MS-DOS، UNIX ,OS/2 حيث كان يضيف لها قدرات الانضمام إلى الشبكة.
في أنظمة التشغيل الحديثة تم دمج نظام تشغيل الشبكات بنظام التشغيل الكلي ومثال على ذلك نظام التشغيل ويندوز NT سيرفر والذي يوفر :
- المعالجة المتعددة المتماثلة أو Symmetric Multiprocessing (SMP) وهذا يعني أنه يدعم وجود أكثر من معالج Processor في المزود وفي هذه الحالة يقوم بتوزيع حمل النظام واحتياجات التطبيقات والبرامج بشكل متساوي عل المعالجات المتوفرة في الجهاز المزود.
- دعم لمنصات متعددة (إنتل ,MIPS ،RISC ،Digital Alpha AXP و PowerPC).
- هيكلية خدمات الدليل أو Directory Services Architecture.
- يدعم حجم ملفات يصل إلى 16 EB (1 exabyte يساوي مليار جيجابايت).
- يدعم حجم تجزئة للقرص الصلب يصل إلى 16 EB.
- مستوى الأمن فيه مرتفع.

و في هذه الحالة يكون نظام تشغيل الزبون ويندوز NT Workstation أو Win9x.
من الممكن الجمع بين مميزات كل من شبكات الند للند وشبكات المزود/ الزبون وذلك بدمج النوعين معا في شبكة واحدة وهذا مايطلق عليه شبكة مختلطة أو Combination Network.
الشبكة المختلطة تقدم المميزات التالية:
- تحكم وإدارة مركزية للبيانات.
- موقع مركزي لموارد الشبكة.
- الوصول إلى الملفات والطابعات مع المحافظة على الأداء الأمثل لأجهزة المستخدمين وأمنها.
- توزيع نشاطات المعالجة Processing Activity على أجهزة الشبكة.

وفي هذه الحالة ستكون الشبكة قائمة على مزود ولكنها تستطيع القيام بمهام شبكات الند للند عند الضرورة، ويستخدم هذا النوع من الشبكات في مثل الحالات التالية :
- عدد المستخدمين 10 أو أقل.
- يعمل المستخدمون على مشروع مشترك ومتصل.
- هناك حاجة ماسة للحفاظ على أمن الشبكة.

و لكن هذا النوع من الشبكات يتطلب الكثير من التخطيط لضمان عدم اختلاط المهام والإخلال بأمن الشبكة.
تعتبر احتياجات شبكات الزبون / المزود أكبر من شبكات الند للند وبالتالي فتكلفتها أكبر بكثير، فالمزود والذي يكون مسئولا عن إدارة كل موارد الشبكة يجب أن يحتوي على معالج قوي أو أكثر من معالج واحد، كما أنه يجب أن يحتوي على كمية ضخمة من الذاكرة وقرص صلب ضخم أو عدة أقراص ليقوم بواجبه على أكمل وجه.

### ملخص الموضوع
شبكات الزبون / المزود تحمي البيانات وتدعم آلاف المستخدمين وتقدم مستوى عالى من الأمن، المزودات التي تعمل من خلال ويندوز NT من الممكن أن تكون مزودات فاكس، بريد، اتصالات، ملفات وطباعة وبرامج.
لابد للمزود من نظام تشغيل للتحكم بقدراته، ومثال عليه ويندوز NT سيرفر.
من الممكن الاستفادة من قدرات كل من شبكات الزبون / المزود وشبكات الند للند باستخدام الشبكات المختلطة.
احتياجات وتكلفة شبكات الزبون /المزود أكبر بكثير من شبكات الند للند.

## انظر ايضاً
- شبكة الحاسوب

## الحوسبةالمركزية
في الخمسينيات من القرن السابق كانت أجهزة الحاسوب بحجم الغرفة وكانت مزودة بمعالج واحد، ومقدار ضئيل من الذاكرة، وجهاز تخزين للمعلومات كان عبارة عن شريط تسجيل، وجهاز للخرج كان عبارة عن بطاقات مثقبة وجهاز لإدخال البيانات على شكل بطاقات مثقبة أيضا. هذا النوع من الحوسبة ما زال موجودا في بعض الدول ولكن بنطاق محدود جدا. هذا النوع من الأجهزة الضخمة المركزية تسمى Mainframe، أما الأجهزة المتصلة به والتي تقوم بإدخال البيانات فقط فتسمى Dumb terminals أو محطة طرفية خرقاء أو صامتة، وكانت تتكون من لوحة مفاتيح وشاشة عرض ولم تكن قادرة على معالجة البيانات.
يستطيع الحاسوب المركزي أو Mainframe أن يلبي طلبات عدة أجهزة terminals متصلة به، وبهذا يشكل الحاسوب المركزي المتصل بالمحطات الطرفية والمتصل بغيره من الحاسوبات المركزية، شبكة حواسيب أولية في بيئة المعالجة المركزية.

## الحوسبةالموزعة
مع تطور صناعة الحاسوب، بدأت تظهر حواسيب شخصية أصغر حجما مما سمح للمستخدمين بتحكم أكبر بأجهزتهم، وأدت قوة الحواسيب الشخصية هذه إلى ظهور بنية جديدة للمحاسبة تسمى المحاسبة الموزعة (بالإنجليزية: Distributed Computing)‏ أو المعالجة الموزعة (بالإنجليزية: Distributed Processing)‏.
بدلا من تركيز كل عمليات المعالجة في كمبيوتر واحد مركزي، فإن المحاسبة الموزعة تستخدم عدة أجهزة صغيرة لتقوم بالمشاركة في المعالجة وتقاسم المهام. وهكذا تقوم المعالجة المركزية بالاستفادة القصوى من قوة كل جهاز على الشبكة.

## البروتوكول
في الشبكات الحديثة من المهم استخدام لغة مشتركة أو بروتوكول Protocol متوافق عليه لكي تستطيع الأجهزة المختلفة الاتصال مع بعضها البعض وفهم كل منها الآخر.
البروتوكول هو مجموعة من المعايير أو المقاييس المستخدمة لتبادل المعلومات بين جهازي كمبيوتر.
و مع تطور الشبكات أصبح مفهوم الشبكة أوسع بكثير من مجرد ربط الأجهزة مع بعض، ولنلق نظرة على المعالم الشائعة للشبكات الحالية :
- لكي تشكل الحواسيب شبكة، تحتاج إلى وسط ناقل للبيانات وفي هذه الحالة يكون إما أسلاك أو وسط لاسلكي.
- كما تحتاج هذه الحواسيب إلى موائم أو أداة ربط Adapter، لتقوم بوصل هذه الأجهزة بالأسلاك المكونة للشبكة وتسمى هذه الموائمات Network Interface Card أو بطاقة واجهة الشبكة.

## مكونات الشبكات
- المزودات والزبائن

الحواسيب التي تقدم البيانات أو الموارد في الشبكات الحالية يطلق عليها اسم Servers أو مزودات، بينما يطلق على الحواسيب التي تستفيد من هذه البيانات أو الموارد، اسم Clients أو زبائن. في الشبكة من الممكن لجهاز واحد أن يلعب في نفس الوقت دور المزود والزبون، فمثلا يستطيع جهاز ما على الشبكة أن يكون مزودا للطباعة وفي نفس الوقت يكون زبون للحصول على بيانات من مزود آخر.
- نظام التشغيل

تحتاج الشبكة إلى برنامج شبكات مثبت على الأجهزة المتصلة بالشبكة سواء كانت مزودات أو زبائن، وهذا البرنامج إما يكون نظام تشغيل شبكات (بالإنجليزية: Network Operating System NOS)‏، أو يكون نظام تشغيل يتضمن برنامج لإدارة الشبكات مثل الويندوز NT أو 2000.يقوم هذا البرنامج بالتحكم بمكونات الشبكة وصيانة الآتصال بين الزبون والمزود.
- شبكة النطاق المحلي

في بداية ظهور الشبكات كانت تتكون من عدد قليل من الأجهزة ربما لا يتجاوز العشرة متصلة مع بعض، ومتصل معها جهاز طباعة، هذا النوع من التشبيك أصبح يعرف ب Local Area Network (LAN) أو شبكة النطاق المحلي، وبالرغم من أن التقنية الحالية تسمح للشبكات المحلية بالتكيف والتعامل مع عدد أكبر بكثير من المستخدمين إلا أنها ما زالت تعمل ضمن مساحة محدودة، فشبكات LAN في العادة تكون محتواة داخل مكتب، أو مجموعة من المكاتب داخل بناية واحدة، وتقدم هذه الشبكات في وقتنا الحالي سرعة كبيرة لتبادل البيانات والموارد مما يشعر المستخدم الذي يستفيد من موارد الشبكة أن هذه الموارد موجودة على جهازه الشخصي.
شبكات LAN تستخدم عادة نوع واحد من وسائط الاتصال وأحيانا أكثر من نوع، وهذه الوسائط تكون إحدى ما يلي: * أسلاك مزدوجة ملتفة Twisted pair cable وتكون هذه الأسلاك إما مغطاة أو غير مغطاة بطبقة واقية (Shielded or Unshielded).
- السلك المحوري (بالإنجليزية: Coaxial cable)‏.
- أسلاك الألياف البصرية (بالإنجليزية: Fiber Optic Cable)‏.
- وسط اتصال لاسلكي (بالإنجليزية: Wireless transmission media)‏.
- شبكات نطاق المدن

كان هذا بخصوص الشبكات المحلية، ولنتناول الآن شبكات نطاق المدن (بالإنجليزية: Metropolitan Area Networks MAN)‏، والتي تعتبر نوع آخر في تصنيف الشبكات، وهي تقوم على تقنية شبكات شبكة محلية، ولكن تعمل بسرعات فائقة وتستخدم في العادة ألياف ضوئية كوسط اتصال، وهي عادة تغطي مساحة واسعة تتراوح بين 20 إلى 100 كيلومتر.
- شبكات النطاق الواسع

في بداية ظهور الشبكات لم تتمكن شبكات LAN من دعم احتياجات الشبكة للشركات الكبيرة التي تتوزع مكاتبها على مساحات شاسعة ربما على مستوى عدة دول، لهذا كان لابد من تطوير نوع جديد من الشبكات يقوم بربط الشبكات المحلية في أنحاء مختلفة من دولة ما أو أن يقوم بربط الشبكات المحلية في دول مختلفة، وأطلق على هذا النوع من الشبكات اسم شبكات النطاق الواسع (بالإنجليزية: Wide Area Networks WAN)‏، وباستخدام هذه التقنية تزايد عدد المستخدمين لشبكة الحاسوب في الشركات الكبيرة إلى آلاف الأشخاص.
تنقسم شبكات WAN إلى فئتين :
- Enterprise Network.
- Global Network.

النوع الأول يقوم بالربط بين الشبكات المحلية أو الفروع التابعة لشركة أو مؤسسة واحدة على مستوى دولة واحدة أو عدة دول، بينما يعمل النوع الثاني على ربط الشبكات المحلية التابعة لعدة مؤسسات مختلفة.
مع تطور الشبكات، تم تطوير وتحسين البرامج لكي تتعامل مع عدة مستخدمين على الشبكة وهذه البرامج تتضمن :
- البريد الإلكتروني (بالإنجليزية: Email)‏.
- برامج الجدولة (بالإنجليزية: Scheduling programs)‏.
- برامج العمل الجماعي (بالإنجليزية: Groupware)‏.

البريد الإلكتروني يوفر اتصال سريع ويسمح للمستخدمين بتبادل الرسائل التي من الممكن أن تحتوي على نصوص، صور، ملفات مرفقة بما فيها ملفات الصوت أو الفيديو.
يستخدم البريد الإلكتروني البروتوكولات التالية :
- CCITT X.400
- Simple Mail Transfer Protocol (SMTP)
- Message Handling Service (MHS)

برامج الجدولة هي نسخة إلكترونية من الجداول الورقية التي تستخدم للتخطيط اليومي والشهري والسنوي للمواعيد وهي تستخدم لتحديد المواعيد وتنبيه المستخدم عند حلول أو اقتراب موعد ما، وعلى مستوى الشبكة يستطيع مستخدمي الشبكة الإطلاع على مواعيد غيرهم لتحديد موعد للالتقاء أو مباحثة أمر معين بحيث يكون من الممكن تحديد موعد مناسب للجميع وهكذا.
برامج العمل الجماعي تستخدم تقنية الشبكة في الاتصال لتقدم إدارة مشتركة للوثائق من قبل مجموعة من المستخدمين في أماكن مختلفة في الوقت الحقيقي مما يسمح بالتعديل على مستند ما من قبل أكثر من مستخدم في نفس الوقت، كما أن المستخدمين يستطيعوا المشاركة في تشغيل التطبيقات والبرامج المختلفة على أجهزة مختلفة.

## شبكات الند للند Peer-to-Peer Networks
- الخصائص الأساسية لهذا النوع
- مميزات وعيوب شبكات الند للند.
- نعرض أهم أنظمة تشغيل ميكروسوفت المتوافقة مع هذا النوع من الشبكات.

يمكن تقسيم شبكات الحاسوب الحديثة إلى قسمين رئيسيين :
- شبكات الند للند أو Peer-to-Peer Networks.
- شبكات المزود / الزبون أو Server Client Networks.

نبدأ الحديث عن شبكات الند للند :
المقصود بشبكات الند للند أن الحاسوبات في الشبكة يستطيع كل منها تأدية وظائف الزبون والمزود في نفس الوقت، وبالتالي فإن كل جهاز على الشبكة يستطيع تزويد غيره بالمعلومات وفي نفس الوقت يطلب المعلومات من غيره من الأجهزة المتصلة بالشبكة.
إذا تعريف شبكات الند للند : هي شبكة كمبيوتر محلية LAN مكونة من مجموعة من الأجهزة لها حقوق متساوية ولا تحتوي على مزود Server مخصص بل كل جهاز في الشبكة ممكن أن يكون مزودا أو زبونا.
وهذا النوع من الشبكات يطلق عليه أيضا اسم مجموعة عمل أو Workgroup.
يمكن فهم مجموعة العمل بأنها مجموعة من الأجهزة التي تتعاون فيما بينها لإنجاز عمل معين.
وهي عادة تتكون من عدد قليل من الأجهزة لا يتجاوز العشرة.يستطيع أعضاء مجموعة العمل رؤية البيانات والموارد المخزنة على أي من الأجهزة المتصلة بالشبكة والاستفادة منها
تعتبر شبكات الند للند مناسبة لإحتياجات الشبكات الصغيرة والتي ينجز أفرادها مهام متشابهة، ونشاهد هذا النوع من الشبكات في مكاتب التدريب على استخدام الحاسوب مثلا.
يعتبر هذا النوع من الشبكات مناسبا في الحالات التالية فقط:
- أن يكون عدد الأجهزة في الشبكة لا يتجاوز العشرة.
- أن يكون المستخدمون المفترضون لهذه الشبكة متواجدون في نفس المكان العام الذي توجد فيه هذه الشبكة.
- أن لا يكون أمن الشبكة من الأمور ذات الأهمية البالغة لديك.
- أن لا يكون في نية المؤسسة التي تريد إنشاء هذه الشبكة خطط لتنمية الشبكة وتطويرها في المستقبل القريب.

لهذا قبل التفكير في اختيار نوع محدد من الشبكات يجب الأخذ بعين الاعتبار الأمور التالية :
- حجم المؤسسة وعدد المستخدمين المفترضين للشبكة.
- مستوى الأمن الذي تريد توفيره للشبكة.
- طبيعة عمل المؤسسة.
- مستوى الدعم الإداري الذي ترغب في الحصول عليه.
- الاحتياجات المفترضة لمستخدمي الشبكة.
- الميزانية المخصصة للشبكة.

لنلق نظرة على مميزات شبكات الند للند :
- من المميزات الرئيسة لشبكات الند للند هو أن تكلفتها محدودة.
- هذه الشبكات لا تحتاج إلى برامج إضافية على نظام التشغيل.
- لا تحتاج إلى أجهزة قوية، لأن مهام إدارة موارد الشبكة موزعة على أجهزة الشبكة وليست موكلة إلى جهاز مزود بعينه.
- تثبيت الشبكة وإعدادها في غاية السهولة، فكل ما تحتاجه هو نظام تشبيك بسيط من أسلاك موصلة إلى بطاقات الشبكة في كل جهاز كبيوتر من أجهزة الشبكة.

أما العيب الرئيسي لهذا النوع من الشبكات هو أنها غير مناسبة للشبكات الكبير ة وذلك لأنه مع نمو الشبكة وزيادة عدد المستخدمين تظهر المشاكل التالية :
- تصبح الإدارة اللامركزية للشبكة سببا في هدر الوقت والجهد وتفقد كفاءتها.
- يصبح الحفاظ على أمن الشبكة أمرا في غاية الصعوبة.
- مع زيادة عدد الأجهزة يصبح إيجاد البيانات والاستفادة من موارد الشبكة أمرا مزعجا لكل مستخدمي الشبكة.

كما ذكرنا سابقا فإن إدارة الشبكة على نوعين :مركزية وموزعة.
في حالة الإدارة المركزية، فإن الشبكة تكون مدارة بواسطة نظام تشغيل شبكات مركزي.
نظام تشغيل الشبكات : هو البرنامج الذي يدير ويتحكم بنشاطات الأجهزة والمستخدمين على الشبكة.
أما في حالة الإدارة الموزعة، فإن كل مستخدم مسئول عن إدارة جهازه وتحديد البيانات والموارد التي يريد مشاركتها مع الآخرين وتحديد فيما إذا كانت هذه الموارد متاحة للقراءة فقط أم للقراءة والكتابة معا، والبرنامج الذي يسمح لهم بذلك هو نظام التشغيل المحلي الموجود على أجهزتهم.
وكما هو واضح فإن شبكات الند للند تنتمي لشبكات الإدارة الموزعة.
بالنسبة لأنظمة التشغيل التي أصدرتها مايكروسوفت وتدعم شبكات الند للند فهي :
- Windows for Workgroup 3.11
- Windows 95
- Windows 98
- Windows Me
- Windows NT 4.0 Workstation
- Windows NT 4.0 Server
- Windows 2000 Professional
- Windows 2000 Server

و تعتبر أنظمة NT وويندوز 2000 أفضل من باقي الأنظمة نظرا للأدوات التي تقدمها لإدارة الشبكة والمستوى العالي من الأمان الذي توفره للشبكة.و سنتطرق إلى مميزاتها في مجال الشبكات في وقت لاحق من هذه السلسلة إن شاء الله ولكن من الممكن لفت النظر أن الويندوز NT 4.0 وما جاء بعده يتمتع بالمميزات التالية فيما يتعلق بشبكات الند للند :
- يسمح لكل مستخدم بالاستفادة من موارد عدد غير محدود من الأجهزة المرتبطة بالشبكة.
- يسمح لعدد لا يزيد عن عشرة مستخدمين للاستفادة من موارد جهاز معين في الوقت نفسه.
- يسمح لمستخدم واحد بالتحكم عن بعد (Remote Access Service (RAS)) بجهاز مستخدم آخر.
- يوفر مميزات للحماية والأمن غير متوفرة في أنظمة Win 9x.

### ملخص الموضوع
شبكات الند للند هي شبكات كمبيوتر محلية، جميع الأجهزة فيها تستطيع لعب دور المزود أو الزبون في نفس الوقت ولها حقوق متساوية.
أهم ميزة لهذه الشبكات هو تكلفتها المحدودة وسهولة تركيبها.
أهم عيوبها هو أنها لا تستطيع التكيف مع عدد كبير من الأجهزة والمستخدمين.
أنظمة التشغيل المتوافقة مع شبكات الند للند هي win 3.11, Win 9x ,Win Me, Win NT 4.0 (workstation and Server), Win 2000(Professional and Server).

## شبكات الزبون / المزود أو Client / Server Networks
في هذه الحلقة نتناول البنود التالية :
- مميزات شبكات الزبون / المزود.
- وصف لمختلف أنواع المزودات المخصصة.
- وصف لأنظمة التشغيل المستخدمة في شبكات الزبون / المزود.
- وصف للشبكات المختلطة.
- وصف للاختلافات بين المتطلبات التقنية لشبكة الند للند وشبكة الزبون / المزود.

بداية فلنحاول التعرف بقرب على المزود.
المزود قد يكون جهاز كمبيوتر شخصي يحتوي على مساحة تخزين كبيرة ومعالج قوي وذاكرة وفيرة، كما أنه من الممكن أن يكون جهاز مصنوع خصيصا ليكون مزود شبكات وتكون له مواصفات خاصة.
شبكات الزبون / المزود والتي تسمى أيضا شبكة قائمة على مزود أو Sever Based Network، هذه الشبكات تكون قائمة على مزود مخصص ويكون عمله فقط كمزود ولا يعمل كزبون كما هو الحال في شبكات الند للند، وعندما يصبح عدد الأجهزة في شبكات الزبون / المزود كبيرا يكون من الممكن إضافة مزود آخر، أي أن شبكات الزبون /المزود قد تحتوي على أكثر من مزود واحد عند الضرورة ولكن هذه المزودات لا تعمل أبدا كزبائن، وفي هذه الحالة تتوزع المهام على المزودات المتوفرة مما يزيد من كفاءة الشبكة.
لنلق الآن نظرة على مميزات شبكات الزبون / المزود والتي تتفوق فيها على شبكة الند للند :
- النسخ الاحتياطي للبيانات وفقا لجدول زمني محدد.
- حماية البيانات من الفقد أو التلف.
- تدعم آلاف المستخدمين.
- تزيل الحاجة لجعل أجهزة الزبائن قوية وبالتالي من الممكن أن تكون أجهزة رخيصة بمواصفات متواضعة.
- في هذا النوع من الشبكات تكون موارد الشبكة متمركزة في جهاز واحد هو المزود مما يجعل الوصول إلى المعلومة أو المورد المطلوب أسهل بكثير مما لو كان موزعا على أجهزة مختلفة، كما يسهل إدارة البيانات والتحكم فيها بشكل أفضل.
- يعتبر أمن الشبكة Security من أهم الأسباب لاستخدام شبكات الزبون / المزود، نظرا للدرجة العالية من الحماية التي يوفرها المزود من خلال السماح لشخص واحد (أو أكثر عند الحاجة) هو مدير الشبكة Administrator بالتحكم في إدارة موارد الشبكة وإصدار أذونات للمستخدمين للاستفادة من الموارد التي يحتاجونها فقط ويسمح لهم بالقراءة دون الكتابة إن كان هذا الأمر ليس من تخصصهم.

هناك عدة أنواع للمزودات من حيث عملها بشكل عام بغض النظر عن نظام التشغيل المستخدم :
- مزودات ملفات File Servers.
- مزودات الطباعة Print Servers.
- مزودات تطبيقات أو برامج Application Servers.
- مزودات اتصالات Communication Servers.
- مزودات قواعد بيانات Database Servers.

في بيئة عمل مثل ويندوز NT سيرفر أو ويندوز2000 سيرفر نجد أن هذين النظامين يدعمين المزودات التالية:
- مزود بريد Mail Server والذي يدير المراسلة الإلكترونية بين مستخدمي الشبكة.
- مزود فاكس Fax Server والذي يقوم بإدارة حركة مرور رسائل الفاكس من وإلى الشبكة.
- مزود اتصالات Communication Server وأحد أنواعه هو مزود خدمات الدليل أو Directory Services Server والذي يسمح للمستخدمين المنظمين داخل مجموعة منطقية تسمى المجال أو Domain (وفقا للمصطلحات المستخدمة في بيئة الويندوز) بإيجاد المعلومات المطلوبة وتخزينها والمحافظة على أمنها على الشبكة، وهناك نوع آخر من مزودات الاتصال يقوم بالتحكم بتدفق البيانات ورسائل البريد الإلكتروني بين الشبكة التي ينتمي إليها المزود وغيرها من الشبكات أو إلى مستخدمي التحكم عن بعد.
- مزود إنترنت / انترانت Internet Intranet.
- مزود ملفات وطباعة File and Print Server ويتحكم بوصول المستخدمين إلى الملفات المطلوبة وتحميلها على أجهزتهم والاستفادة من موارد الطباعة.
- مزود تطبيقات أو برامج Application Servers والذي يسمح للمستخدمين أو الزبائن بتشغيل البرامج الموجودة على المزود انطلاقا من أجهزتهم ولكن دون الحاجة إلى تخزينها أو تحميلها على أجهزتهم تلك، ولكنهم يستطيعون تخزين فقط نتائج عملهم على تلك البرامج.

يعمل مزود الشبكة ونظام التشغيل كوحدة واحدة، فمهما كان المزود قويا ومتطورا فإنه إن لم يتوفر نظام تشغيل قادر على الاستفادة من قدرات هذا المزود، فإنه سيكون عديم الفائدة.حتى وقت ليس بالبعيد كان برنامج نظام تشغيل الشبكات يضاف إلى نظام تشغيل الجهاز المثبت مسبقا عليه ومثال عليه البرنامج Microsoft LAN Manager والذي كان يسمح للأجهزة الشخصية بالعمل في شبكة محلية، وكان موجها لأنظمة التشغيل MS-DOS، UNIX ,OS/2 حيث كان يضيف لها قدرات الانضمام إلى الشبكة.
في أنظمة التشغيل الحديثة تم دمج نظام تشغيل الشبكات بنظام التشغيل الكلي ومثال على ذلك نظام التشغيل ويندوز NT سيرفر والذي يوفر :
- المعالجة المتعددة المتماثلة أو Symmetric Multiprocessing (SMP) وهذا يعني أنه يدعم وجود أكثر من معالج Processor في المزود وفي هذه الحالة يقوم بتوزيع حمل النظام واحتياجات التطبيقات والبرامج بشكل متساوي عل المعالجات المتوفرة في الجهاز المزود.
- دعم لمنصات متعددة (إنتل ,MIPS ،RISC ،Digital Alpha AXP و PowerPC).
- هيكلية خدمات الدليل أو Directory Services Architecture.
- يدعم حجم ملفات يصل إلى 16 EB (1 exabyte يساوي مليار جيجابايت).
- يدعم حجم تجزئة للقرص الصلب يصل إلى 16 EB.
- مستوى الأمن فيه مرتفع.

و في هذه الحالة يكون نظام تشغيل الزبون ويندوز NT Workstation أو Win9x.
من الممكن الجمع بين مميزات كل من شبكات الند للند وشبكات المزود/ الزبون وذلك بدمج النوعين معا في شبكة واحدة وهذا مايطلق عليه شبكة مختلطة أو Combination Network.
الشبكة المختلطة تقدم المميزات التالية:
- تحكم وإدارة مركزية للبيانات.
- موقع مركزي لموارد الشبكة.
- الوصول إلى الملفات والطابعات مع المحافظة على الأداء الأمثل لأجهزة المستخدمين وأمنها.
- توزيع نشاطات المعالجة Processing Activity على أجهزة الشبكة.

وفي هذه الحالة ستكون الشبكة قائمة على مزود ولكنها تستطيع القيام بمهام شبكات الند للند عند الضرورة، ويستخدم هذا النوع من الشبكات في مثل الحالات التالية :
- عدد المستخدمين 10 أو أقل.
- يعمل المستخدمون على مشروع مشترك ومتصل.
- هناك حاجة ماسة للحفاظ على أمن الشبكة.

و لكن هذا النوع من الشبكات يتطلب الكثير من التخطيط لضمان عدم اختلاط المهام والإخلال بأمن الشبكة.
تعتبر احتياجات شبكات الزبون / المزود أكبر من شبكات الند للند وبالتالي فتكلفتها أكبر بكثير، فالمزود والذي يكون مسئولا عن إدارة كل موارد الشبكة يجب أن يحتوي على معالج قوي أو أكثر من معالج واحد، كما أنه يجب أن يحتوي على كمية ضخمة من الذاكرة وقرص صلب ضخم أو عدة أقراص ليقوم بواجبه على أكمل وجه.

### ملخص الموضوع
شبكات الزبون / المزود تحمي البيانات وتدعم آلاف المستخدمين وتقدم مستوى عالى من الأمن، المزودات التي تعمل من خلال ويندوز NT من الممكن أن تكون مزودات فاكس، بريد، اتصالات ،ملفات وطباعة وبرامج.
لابد للمزود من نظام تشغيل للتحكم بقدراته ،و مثال عليه ويندوز NT سيرفر.
من الممكن الاستفادة من قدرات كل من شبكات الزبون / المزود وشبكات الند للند باستخدام الشبكات المختلطة.
احتياجات وتكلفة شبكات الزبون /المزود أكبر بكثير من شبكات الند للند.

## انظر ايضاً
- شبكة الحاسوب